# Callitomis mjobergi
Callitomis mjobergi är en fjärilsart som beskrevs av Talbot 1926. Callitomis mjobergi ingår i släktet Callitomis och familjen björnspinnare. Inga underarter finns listade i Catalogue of Life.